# Manuel Maria da Terra Brum, 3.º Barão de Alagoa
Manuel Maria da Terra Brum, 3.º Barão de Alagoa (Horta, 3 de fevereiro de 1825 — Horta, 11 de julho de 1905), foi um comerciante, viticultor que se distinguiu na política local da ilha do Faial, Açores e era o nono filho do 1.º Barão de Alagoa.
Terra Brum foi descendente de Josse van Aertrycke, fidalgo flamengo, um dos primeiros colonizadores do Faial no século XV.
D. Carlos I concedeu a Terra Brum o título de Barão de Alagoa aquando da sua visita aos Açores em 1901.

## Infância
Manuel Maria da Terra Brum nasceu no dia 2 de fevereiro de 1825 como membro de várias das famílias mais antigas e ilustres do Faial, incluindo os Brum, Terra, e Silveira. Os pais eram morgado José Francisco da Terra Brum, 1.º Barão de Alagoa e último Capitão-mor do Faial, e Francisca Paula Brum e Silveira. Foi irmão do capitão e comerciante Florêncio José Terra Brum[carece de fontes?] e tio do político e escritor Florêncio Terra[carece de fontes?]. Era irmão do 2.º Barão de Alagoa.

## Negócios
Como o seu pai antes dele, Manuel foi um dos maiores viticultores da Ilha do Pico, produzindo 1000 pipas de vinho Verdelho anualmente. Um comerciante culto e prático, Brum dedicou sua vida ao desenvolvimento da indústria, agricultura, vinhas e nobre exploração de todas as fontes de riqueza no Faial e Pico. Depois da sua primeira viagem ao estrangeiro, criou a Quinta da Silveira em Santo Amaro, que passou a ser "uma das propriedades mais ricas e bonitas dos Açores, rivalizando os jardins de São Miguel.
De fato, Brum "foi para as ilhas do Faial e Pico o que foram para a ilha do Arcanjo [São Miguel] os Cantos e os Jácome Correia, seus amigos e correspondentes." Oídio e filoxera chegaram aos Açores em 1852 e 1873, respectivamente, destruindo vinhas e arruinando o sustento de habitantes pobres do Pico como o dos proprietários ricos da Horta.
Batalhando contra essas pragas, Manuel Maria introduziu novos tipos de uva ao Pico, incluindo variedades americanas e as denominadas uvas "Isabel", a que o vulgo ficou chamando de "uva de cheiro". A sua iniciativa provocou uma renascença de vinhos do Pico, porque outros viticultores adotaram as novas variedades, resultando em novos vinhos. Durante esta conversão de variedades, Manuel Maria gastou uma grande parte da sua fortuna, até vendou os seus terrenos em Alagoa, mas conseguiu recuperar o seu investimento e recomprar os terrenos.
Em 1859, foi fundada em sua casa a Sociedade Amor da Pátria, inicialmente uma loja maçónica, tendo encabeçado a lista dos primeiros sócios e sido presidente por dilatados anos.

## Honras
Reconhecendo as contribuições de Brum ao povo do Faial e Pico, Rei D. Carlos I de Portugal em sua visita aos Açores em 1901 conferiu a Brum o título de 3.º Barão de Alagoa, título extinto depois da morte do seu irmão José Francisco da Terra Brum, 2.º Barão de Alagoa, em 1844.

## Morte e sucessão
Brum deixou seu nome atrás em vários prédios e obras filantrópicas.[carece de fontes?] Em 28 de novembro de 1859 foi um dos fundadores da sociedade fraterna Amor da Pátria, servindo como presidente por alguns anos. Também serviu como presidente da Caixa Económica Faialense, e responsabilizou-se pela construção duma estrada em Vista Alegre, Faial.
Não casou e nem teve descendentes diretos, deixando a sua casa na Areia Larga, os seus terrenos na Alagoa, e várias vinhas, mobiliário, louçaria, e barcos a António da Cunha de Menezes Brum e José Bettencourt V. Correia é Ávila, os seus empregados José Pereira e José Francisco de Medeiros, e as suas empregadas Ricarda Luísa e Constança Margarida, com o resto da fortuna dividida igualmente pelos sobrinhos.
O seu funeral aconteceu na tarde de 12 de julho de 1905. O corpo foi acompanhado ao enterro pelos diretores do Amor da Pátria, Luz e Caridade, e do Asilo da Infância Desvalida, como Brum tinha sido protetor e presidente do último.